# Хільдегард Бахерт
Гільдегард Бахерт (3 квітня 1921 — 17 жовтня 2019) — американська арт-дилерка та галеристка німецького походження. Бахерт народилася в Мангаймі, Німеччині у 1921 році, і в 1936 році переїхала до Америки шукаючи притулку від нацистського режиму. Її професійний шлях в області мистецтва почався у 1940 році, коли вона приєдналася до мангеттенської Галереї Сент-Етьєн, відомої своєю спеціалізацією на австрійському та німецькому експресіоністському мистецтві, де вона пропрацювала до самої смерті.

## Життєпис

### Німеччина
Гільдегард Бахерт, народилась в Мангеймі, Німеччина, та провела своє дитинство в колі сім'ї, яку складали її мати, батько та старша сестра Едіт. Життя родини прийняло кардинальний поворот, коли в 1933 році нацисти прийшли до влади. Гільдегард було дванадцять років. Зрозумівши загрозу, яка нависла над їхньою родиною, батьки Бахертів швидко розробили план відправки Гільдегард та її сестри до Сполучених Штатів, де проживали їхні родичі, які працювали в м'ясній промисловості. Вони супроводжували Едіт і Гільдегард до США в 1936 році, але незабаром їм довелося повернутися до Німеччини. При поверненні вони виявили, що їхній дім у Мангеймі було розграбовано під час подій Кришталевої ночі. Не зважаючи на негаразди, батьки Бахертів змогли втекти з Німеччини і возз'єдналися зі своїми дітьми в Сполучених Штатах.

### Сполучені Штати та Галерея Сент-Етьєн
Після переїзду до Сполучених Штатів, Гільдегард вступила до місцевої середньої школи та старанно працювала над вивченням англійської мови. У 1939 році вона успішно закінчила школу і незабаром після цього прєдналась до команди галереї Нірендорф, розташованої в центрі Мангеттена. Після того як вона протягом півтора року віддавала себе роботі в Нірендорф, вона отримала пропозицію від Отто Калліра прийняти посаду його секретаря в Галереї Сент-Етьєн.
Бахерт зіграла ключову роль у формуванні відносин Галереї Сент-Етьєн з Бабусею Мозес – однією з найвідоміших американських народних художниць, котра представлена в цій галереї. Бахерт співпрацювала з Мозес, записуючи під диктування автобіографію художниці, яка носила назву «Історія мого життя».
Важливим напрямком в роботі Бахерт була спеціалізація на творчості видатної художниці Кете Колльвіц, чиї роботи були постійним експонатом галереї.
Після смерті Отто Калліра у 1978 році, Бахерт разом із Джейн Каллір, онукою Калліра, взяла на себе обов'язки співдиректорки галереї. Дві жінки успішно зробили історичний матеріал галереї, яким відома Галерея Сент-Етьєн, актуальним для сучасної аудиторії. Бахерт зокрема написала есе до каталогу ретроспективи Колльвіц в Національній галереї мистецтв 1992 року та координувала подвійну виставку робіт Колльвіц у Фонді Ноймана та Музеї Єніш у 1994 році.
Бахерт не лише просувала творчість Мозес та Колльвіц, але й доклала зусиль до популяризації менш відомих художників у Галереї Сент-Етьєн, таких як Паула Модерсон-Беккер, Річард Герстль, Леа Грюндіг, Жанна Маммен та Сью Коу. Вона також співпрацювала з Джейн Каллір над завершенням перегляду оригінального каталогу Отто Калліра 1990 року, присвяченого творчості Егона Шіле.
Бахерт і Каллір також зберігали архіви Бабусі Мозес, зібрані Отто Калліром для каталогу-резоне Бабусі Мозес.
У 1999 році Бахерт була нагороджена Орденом за заслуги першого ступеня за видатні досягнення у відновленні Федеративної Республіки Німеччина. Бахерт відсвяткувала 75-річчя своєї роботи в Галереї Сент-Етьєн, де вона разом з Каллір виконувала обов'язки директорки.

## Публікації
«Збирання мистецтва Кете Колльвіц» в Елізабет Прелінгер, ред. , Käthe Kollwitz (Вашингтон, округ Колумбія та Нью-Гейвен: Yale University Press, 1992).